# Йорданс, Ханс Третий
Ханс Йорданс Третий (нидерл. Hans Jordaens de Derde; 1590, Антверпен — 1643, Антверпен) — фламандский живописец стиля барокко, писал картины на библейские сюжеты, пейзажи, интерьеры картинных галерей. Член большой семьи фламандских живописцев.
Согласно данным RKD (Нидерландского института истории искусств), год и место рождения художника неизвестны. Он мог родиться в Делфте и быть сыном Ханса Йорданса Старшего или в Антверпене и быть родственником Якоба Йорданса. Он писал картины на исторические сюжеты, аллегории, животных, интерьеры художественных галерей и кунсткамер. Он также рисовал стаффаж для пейзажей Абрахама Говартса. Его работы часто путают с работами других одноимённых художников. Родственные или иные связи между ними до настоящего времени не прояснены.
По сведениям Арнольда Хоубракена, изложенным в сборнике биографий «Великий театр нидерландских художников и художниц» (De Groote Schouburgh der Nederlantsche Konstschilders en Schilderessen, 1718—1721), вдова юриста Николаса Мёйса ван Холи (1653/54-1717) владела картиной Йорданса, на которой армия фараона пересекает Красное море и тонет вместе с лошадьми и повозками. Хоубракен спутал Ханса Третьего с Хансом Йордансом Четвёртым Делфтским.
В санкт-петербургском Эрмитаже имеется шесть картин Ханса Йорданса Третьего.

## Галерея

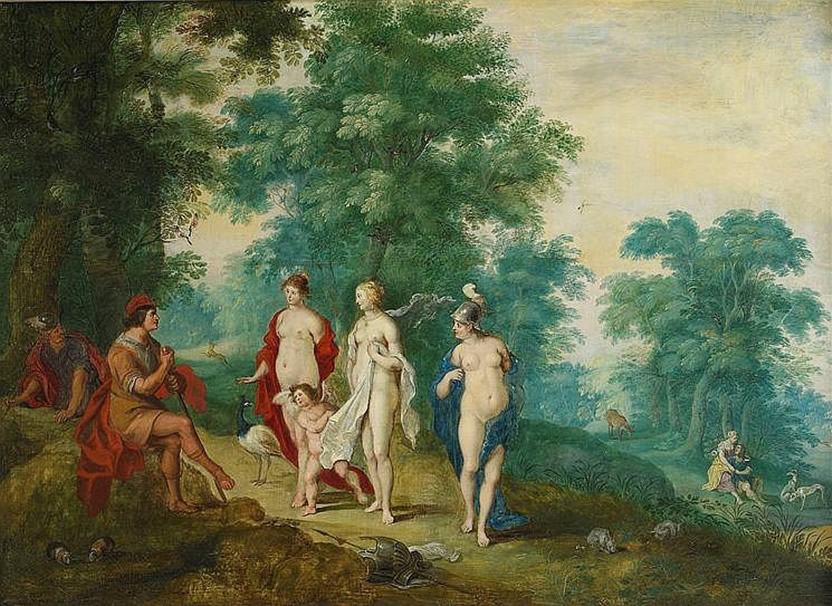
Суд Париса. Между 1620 и 1634. Дерево, масло. Частное собрание
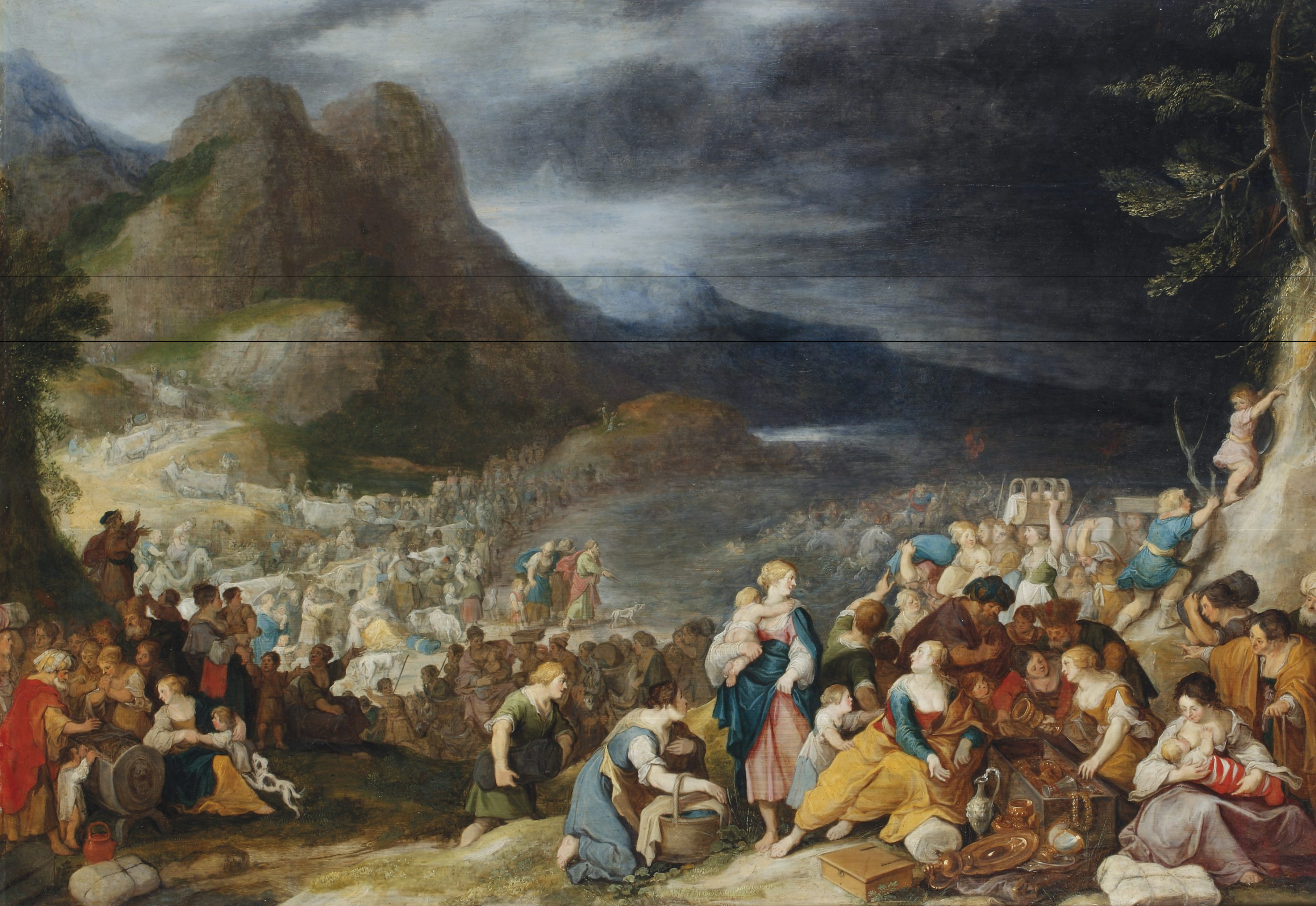
Переход через Красное море. Между 1620 и 1634. Дерево, масло. Галерея Лове де Вотренге, Антверпен
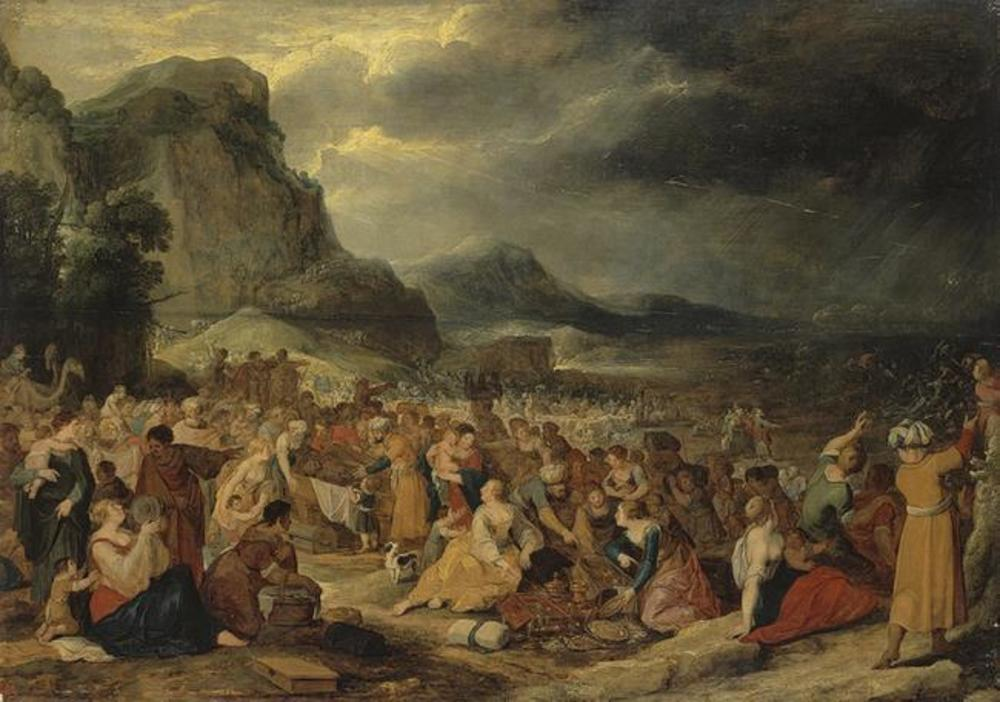
Израильтяне после перехода через Чёрмное море. Между 1610 и 1643. Дерево, масло. Государственный Эрмитаж, Санкт-Петербург
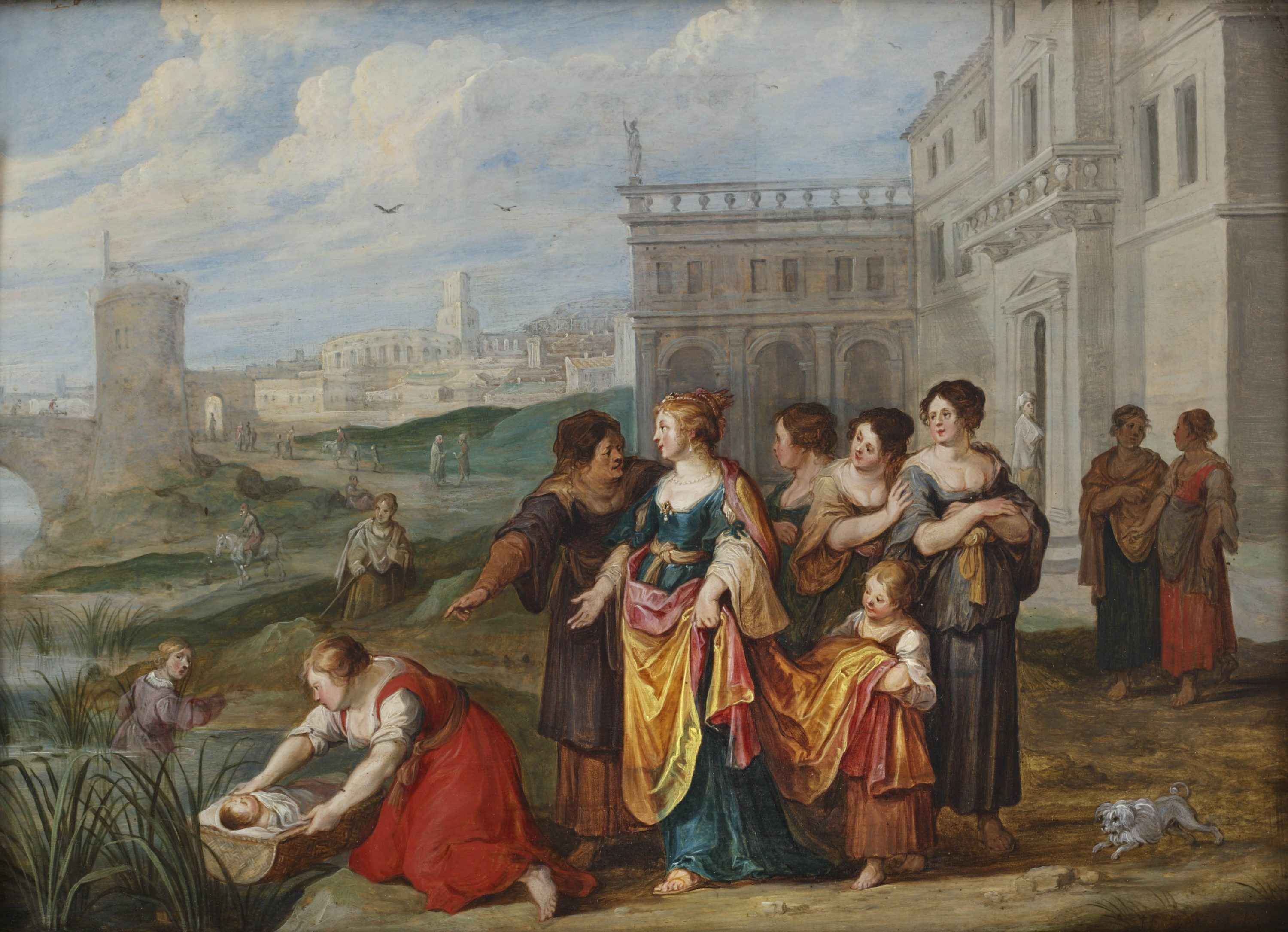
Нахождение Моисея. Между 1600 и 1634. Дерево, масло. Галерея Лове де Вотренге, Антверпен
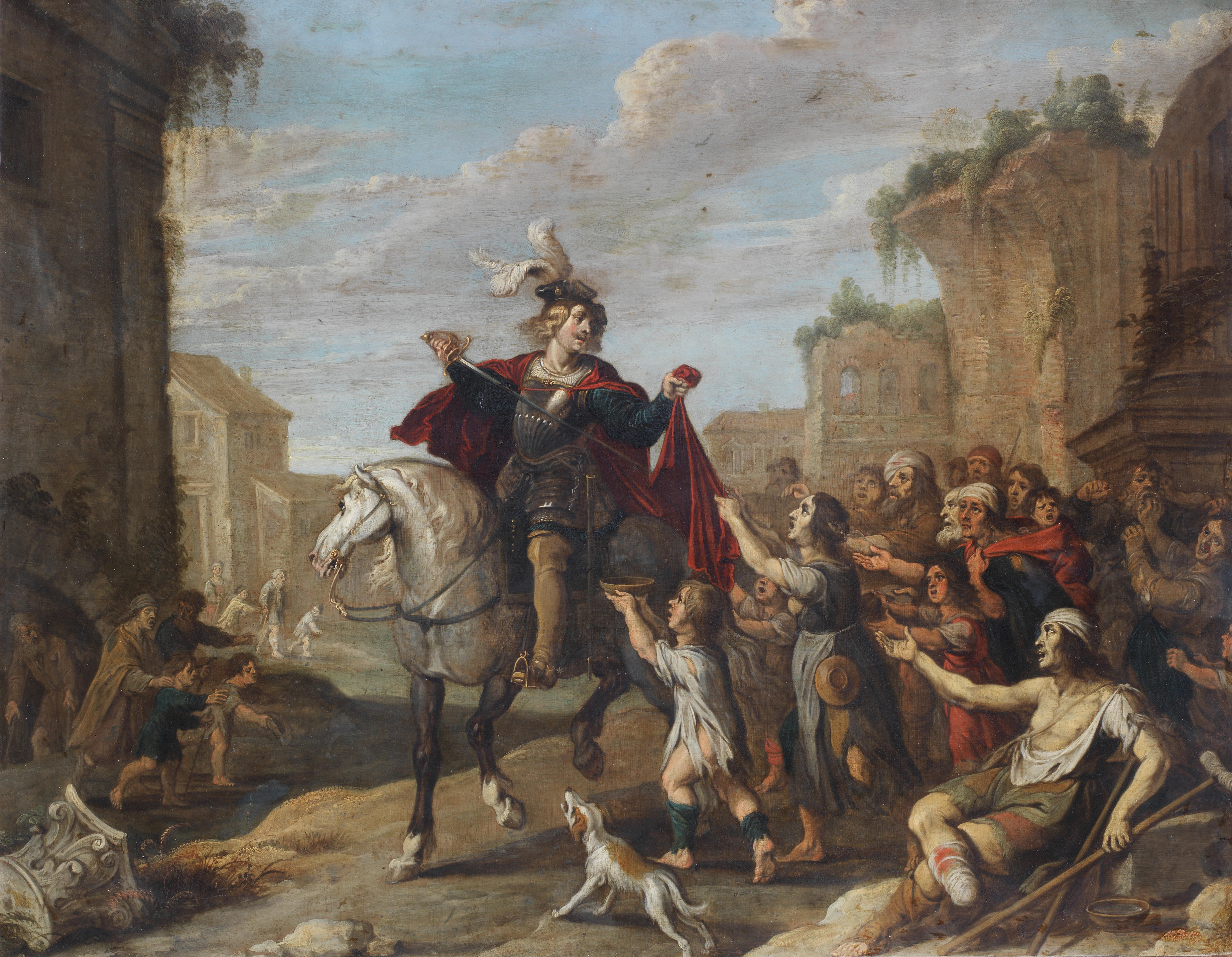
Святой Мартин делящий свой плащ. Между 1620 и 1643. Медь, масло. Частное собрание
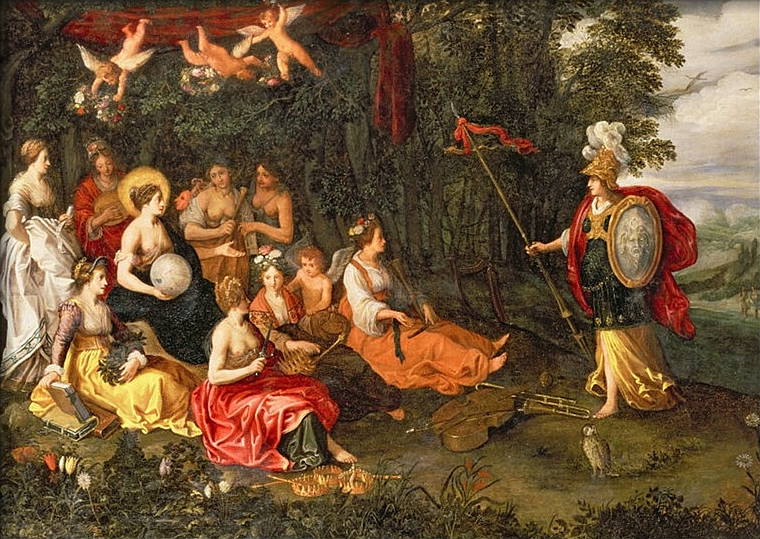
Mинерва, посещающая муз на горе Геликон. Холст, масло. Местонахождение неизвестно
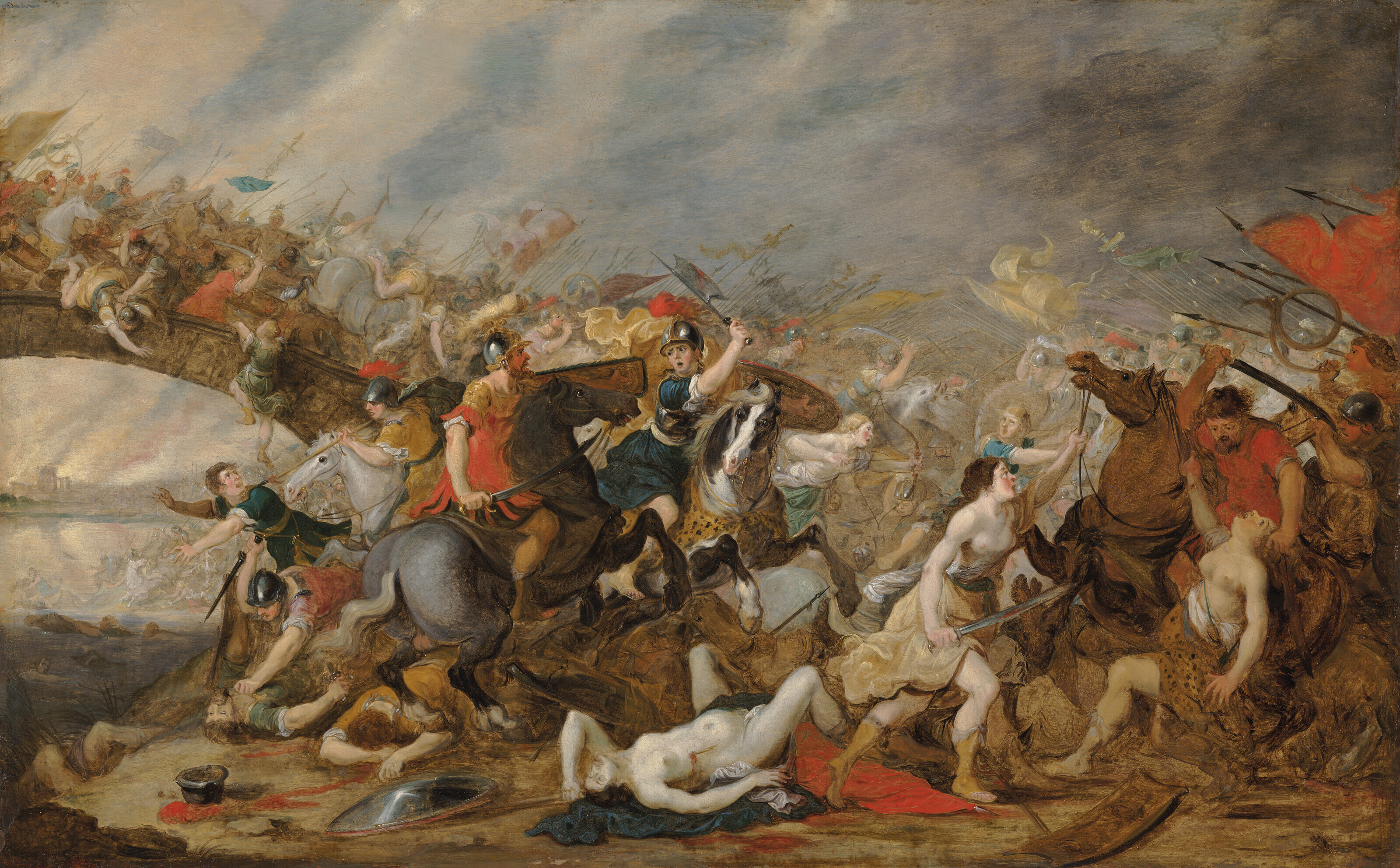
Битва амазонок. Дерево, масло. Частное собрание
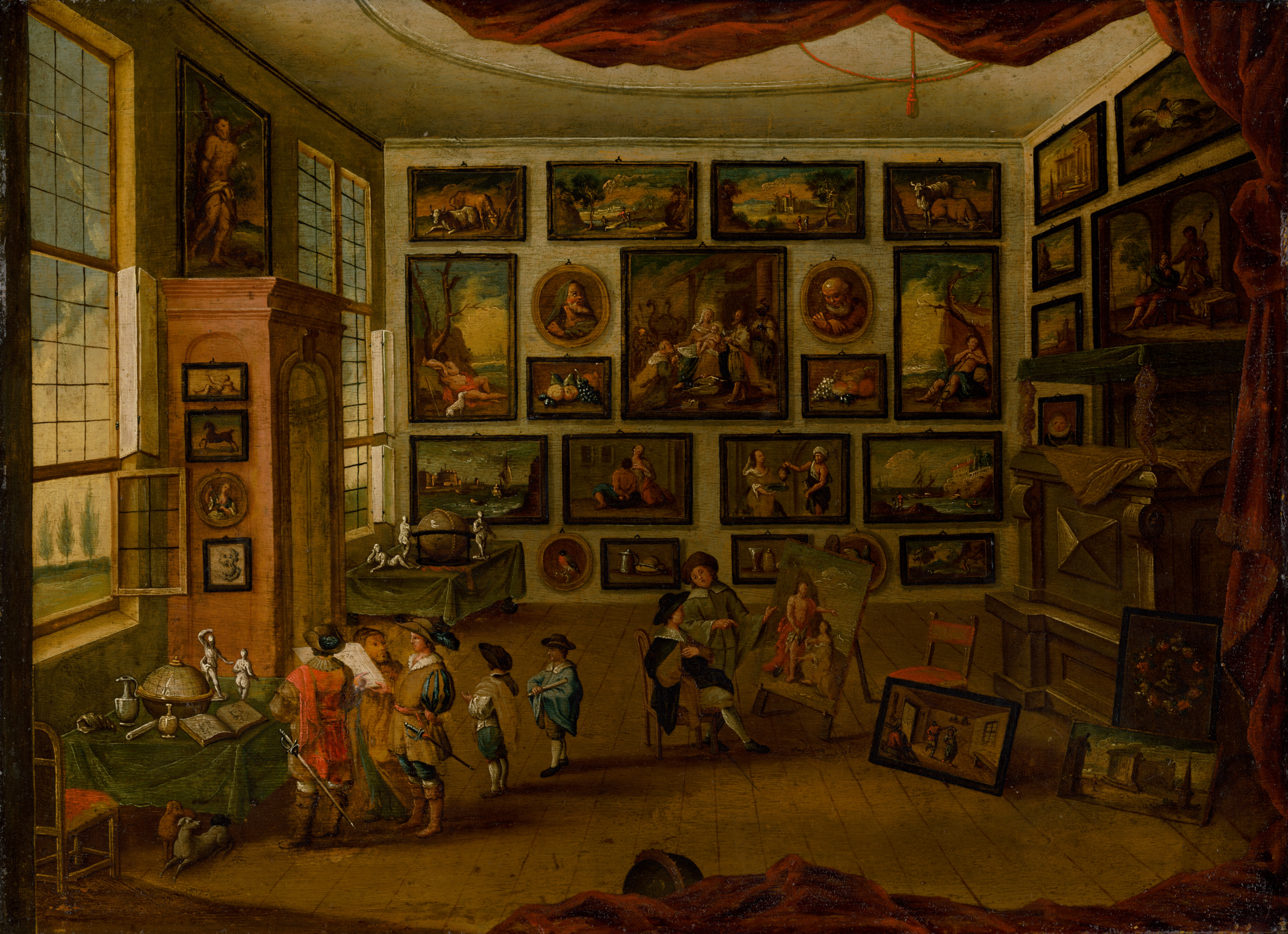
Кунсткамера. 1660. Дерево, масло. Словацкая национальная галерея, Братислава
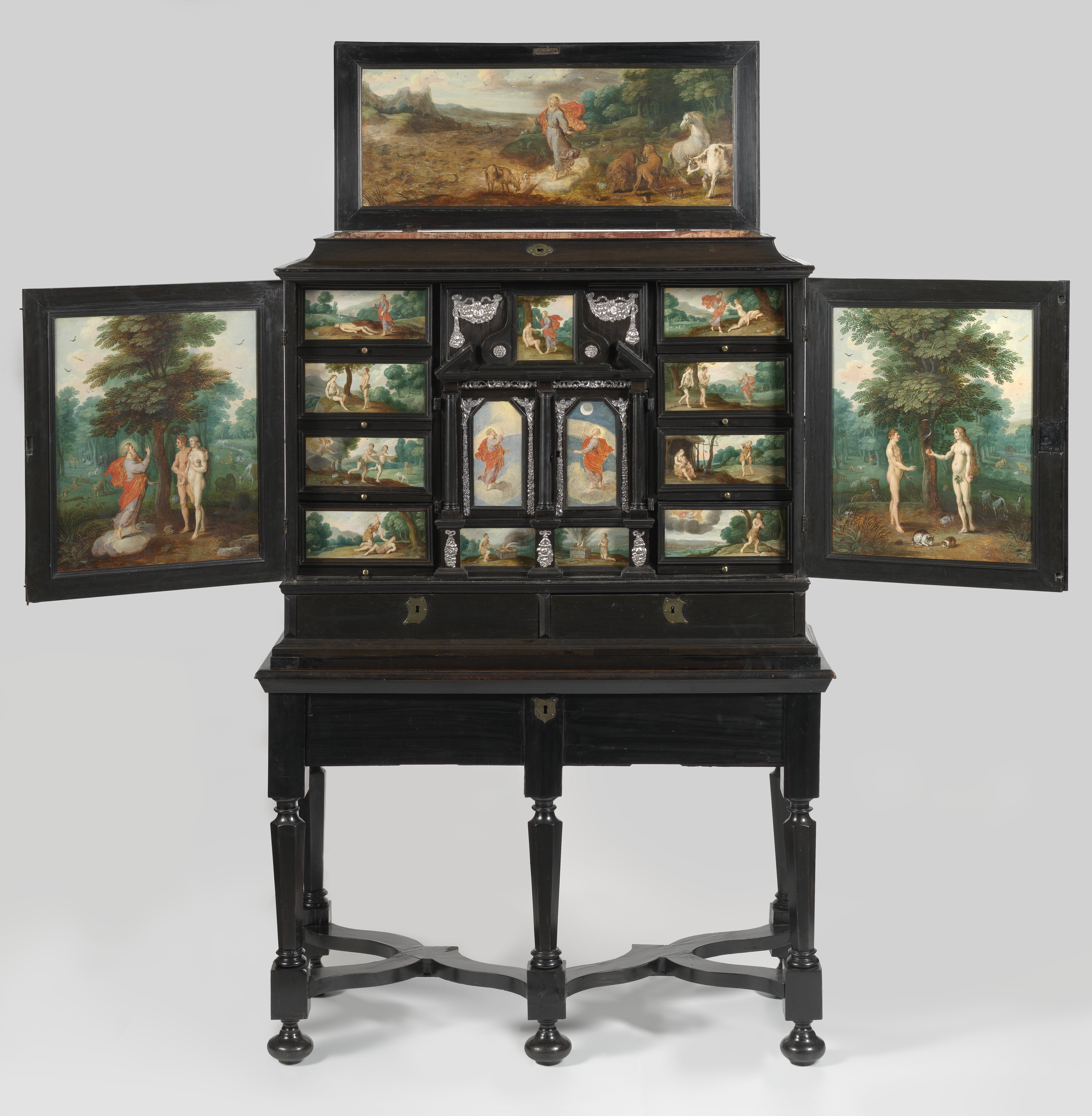
Роспись кабинета. Ок. 1650. Рейксмюсеум, Амстердам